# Adolf av Schaumburg-Lippe
Adolf av Schaumburg-Lippe (fullständigt namn  Adolf Wilhelm Victor), prins av Schaumburg-Lippe. Född i Bückeburg den 20 juli 1859, död 9 juli 1916. Yngste son till furst Adolf I av Schaumburg-Lippe (1817-1893) och dennes hustru Hermine av Waldeck och Pyrmont (1827-1910).
Genom ett hemligt fördrag i januari 1886 mellan furst Woldemar av Lippe och Adolfs far utsågs Adolf till blivande tronföljare i Lippe efter den där regerande ättegrenens förestående utslocknande. Genom en senare hemlig order 1890 utsågs Adolf också till regent för Woldemars sinnessjuke bror Karl Alexander och tillträdde som sådan den 22 mars 1895.
Adolfs rätt till denna position bestreds av såväl delar av den lippeska lantdagen som av andra grenar av huset Lippe och ledde till den lippeska tronföljdsstriden, vilken för Adolfs del slutade med att denne 10 juli 1897 fick frånträda som regent till förmån för greve Ernst av Lippe-Biesterfeld.
Prins Adolf gifte sig 1890 med Viktoria av Preussen (1866-1929), dotter till kejsar Fredrik III och Viktoria av England samt syster till kejsar Vilhelm II. Äktenskapet var barnlöst. 